# Bañados de Izozog

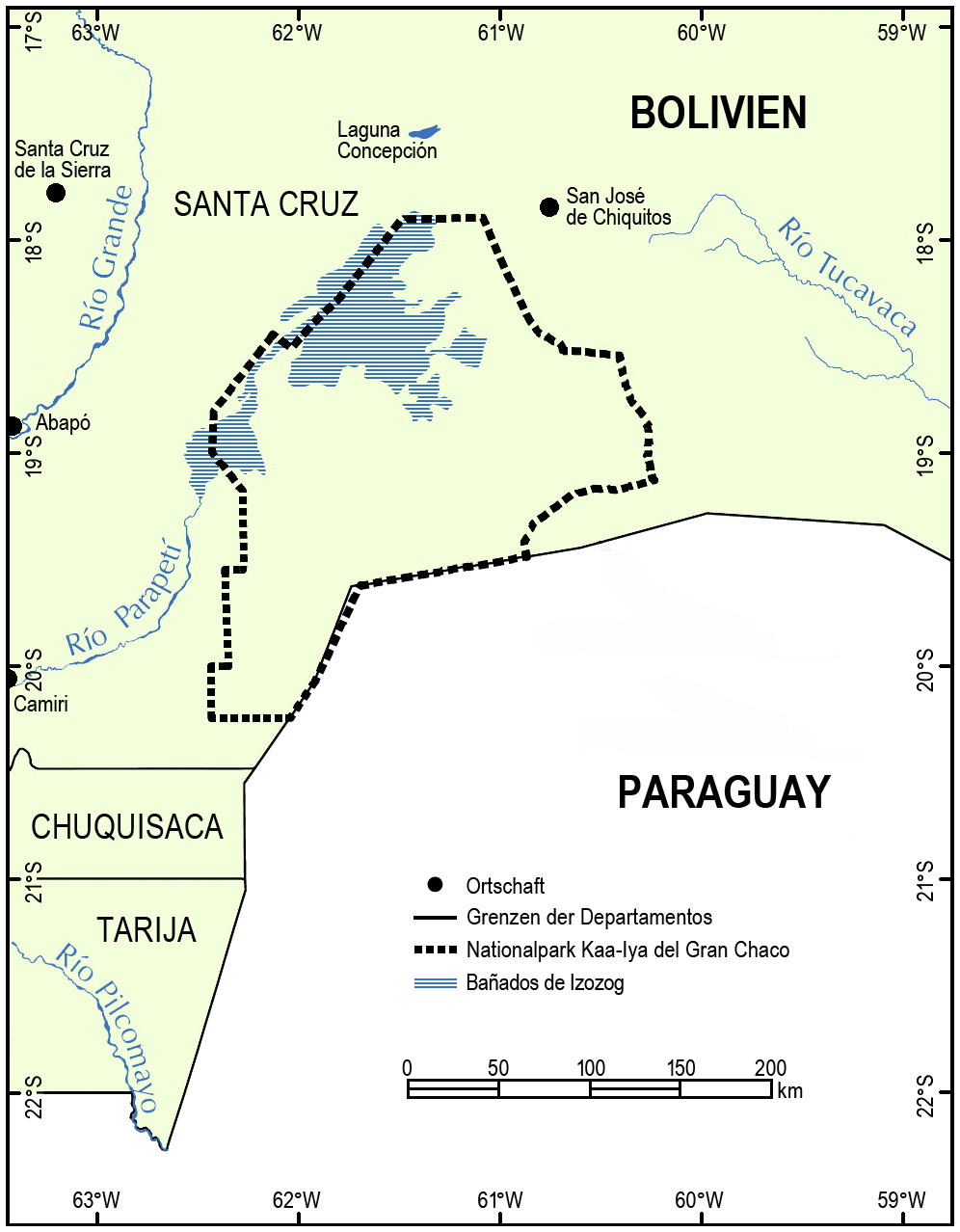
Nationalpark Kaa-Iya del Gran Chaco mit den Bañados de Izozog

Die Bañados de Izozog sind ein großflächiges Feuchtgebiet in der südöstlichen Region des Departamento Santa Cruz im südamerikanischen Binnenstaat Bolivien.
Das Feuchtgebiet der Bañados de Izozog liegt zu weiten Teilen im Municipio Charagua im östlichen Teil der Provinz Cordillera. Die Region wird vor allem von Südwesten her durch den Río Parapetí bewässert, aber auch durch andere kleinere Zuflüsse aus vorwiegend westlicher Richtung. Der größte Teil der zugeführten Feuchtigkeit verdunstet aufgrund der ganzjährig hohen Temperaturen. Ein geringerer Teil fließt oberflächlich bei hohem Wasserstand über den Río Quimome nach Norden ab, der sich 130 Kilometer flussabwärts mit dem Abfluss der Laguna Concepción und dem Río Santa María zum Río San Julián vereinigt, und von dort über den Río Itonomas zum Río Iténez und weiter über den Río Mamoré und den Rio Madeira bis zum Amazonas fließt. Ein weiterer Teil der Feuchtigkeit bewegt sich oberflächlich und als Sickerwasser in südöstlicher Richtung zum Einzugsgebiet des Río Paraguay.
Das Feuchtgebiet erstreckt sich auf einer flachwelligen Ebene, die etwa 300 m über dem Meeresspiegel liegt, und hat eine Gesamtfläche von 6.158 Quadratkilometern. Die Jahresdurchschnittstemperatur der Region liegt bei 25,5 °C (siehe Klimadiagramm San José de Chiquitos), mit monatlichen Durchschnittstemperaturen zwischen knapp 28 °C im Oktober und November und unter 22 °C im Juni. Der Jahresniederschlag beträgt etwa 900 mm, einer Trockenzeit von Juli bis September steht eine ausgeprägte Feuchtezeit von November bis März gegenüber.
Am 17. September 2001 hat Bolivien die Feuchtgebiete des Río Parapetí und der Bañados del Izozog mit seiner Unterschrift unter die Ramsar-Konvention unter internationalen Schutz gestellt. Teilgebiete der Bañados de Izozog gehören so heute zum Nationalpark Kaa-Iya del Gran Chaco.